# Arnoldi-hasadtfogúmoha
Az Arnoldi-hasadtfogúmoha (Fissidens arnoldii) Magyarországon ritka és védett csúcstermő (akrokarp) lombosmoha faj.

## Jellemzői[1]
A Fissidens arnoldii a vizes, sziklás élőhelyeket kedvelő aprócska növény, de mégis könnyen felismerhető arról, hogy a többi Fissidens-től eltérően a levélcsúcsa lekerekített.

### Megjelenése
Magányosan vagy kisebb csoportokban élő sötét-, kékeszöld növényke. Kisméretű (max 3.5 mm), 4-5 pár levele van, ahol a csúcsi levelek nagyobbak mint az alsók, gyökerecskéi barna színűek.
A levelek széles lándzsás vagy ovális alakúak, általában 1–2 mm hosszúak. A levélcsúcs lekerekített vagy csak nagyon enyhén, picit csúcsos. A levélszél sima, levélszegély (limbidium) nincs, azonban a spóratok körüli levelek tövénél vannak megnyúlt, hosszúkás sejtek a levél szélén. A többi levélsejt hat- vagy négyszögletesek, vékony sejtfalúak. Az erőteljes levélér a csúcs alatt végződik néhány sejttel.
Kétlaki növény, a sporofiton ritka, de ha megtalálható akkor a toknyél (seta) 1,5-2,5 mm hosszú, pirosas színű. A spóratok 0,4-0,5 mm hosszú ovális, egyenes, a perisztómium fogak finoman papillázottak.

## Előfordulás
Nedves és bázikus kémhatású aljzatokat kedveli. Patakok, folyók melletti mészkősziklákon, betonon található meg.
Észak-Amerikában gyakori, de Európában ritka faj, szerepel az európai vörös könyvben. Magyarországon a középhegységekben megtalálható, de ritka: Aggteleki-karszt, Börzsöny, Cserhát, Bakony. Így a magyarországi vöröslistás besorolása: veszélyeztetett (VU). Populációi kicsik és az eutrofizáció komoly veszélyeztető tényező. A környező országokban megtalálható, de ott is ritka: Horvátország, Szlovákia, Ukrajna, Románia.